# 애니메이션 마스터
애니메이션 마스터(Animation:Master)는 3D 애니메이션 제작 소프트웨어. 통칭 애니 마스터. 대응 운영체제는 윈도우와 MacOS.
많은 3D 애니메이션 제작 소프트웨어가 입체를 표현하는데 폴리곤을 사용하고 있는 반면, 애니 마스터에서는 스플라인이 사용되고 있다. 이 때문에, 복잡한 곡선으로 구성되는 인물(캐릭터)의 모델링에 강점을 발휘한다.
미국 워싱턴주 밴쿠버의 해시(Hash, Inc.)가 개발·판매하는 해시의 주력 상품.